# 이현석 (배우)
이현석(1985년 9월 15일 ~ )은 대한민국의 배우이다.

## 학력
- 청도초등학교 졸업
- 청도중학교 졸업
- 청도고등학교 졸업
- 서울대학교 체육교육학과

## 출연 작품

### 영화
- 《아내를 죽였다》[3] (2019년) - 박진수 역

### 드라마
- 《피도 눈물도 없이》 (2024년, KBS2) - 최필서 역 (본작의 서브 빌런이자 중간 보스)
- 《마녀의 게임》 (2022년, MBC) - 유인하 역
- 《내가 가장 예뻤을 때》 (2020년, MBC) - 제이 / 재희 역
- 《연애는 귀찮지만 외로운 건 싫어!》 (2020년, MBC Every1) - 차강우 아버지 담당 의사 역
- 《간택 - 여인들의 전쟁》 (2019년, TV조선) - 용호 역
- 《설렘주의보》 (2018년, MBN) - 김장호 역

## 수상 목록
- 2023년 MBC 연기대상 일일드라마 부문 남자 우수 연기상